# Plectiscidea bistriata
Plectiscidea bistriata là một loài tò vò trong họ Ichneumonidae.